# Роднина, Ирина Константиновна
Ири́на Константи́новна Роднина́ (род. 12 сентября 1949, Москва) — советская фигуристка, выступавшая в парном катании. Трёхкратная олимпийская чемпионка (1972, 1976, 1980), десятикратная чемпионка мира (1969—1978), одиннадцатикратная чемпионка Европы (1969—1980) и шестикратная чемпионка СССР (1970—1977). Заслуженный мастер спорта СССР. По окончании спортивной карьеры — российский общественный и государственный деятель, депутат Государственной Думы V-VII созывов от партии «Единая Россия». Член Высшего совета партии «Единая Россия».

## Биография

### Происхождение

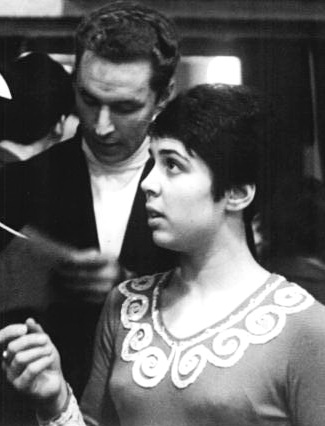
С Алексеем Улановым, 1970

Родители познакомились во время Великой Отечественной войны, закончили Вторую мировую войну в Китае в сентябре 1945 года.
В раннем детстве Ирина Роднина часто болела, врачи посоветовали побольше заниматься физическими упражнениями, и лучше всего — на открытом воздухе, поэтому в 1954 году родители привели её на каток, в Парк культуры им. Прямикова. Потом отец стал водить Роднину в Ждановский парк (там было больше катков), и мать записала дочь в секцию. Первым детским тренером И. Родниной был Яков Смушкин. Тренер Зинаида Подгорная предложила родителям направить Роднину в парк им. Дзержинского в Марьиной роще. Позднее, пройдя медосмотр, Роднина попала в секцию фигуристов ЦСКА (1960), до 15 лет выступала как одиночница. С 1962 года её тренерами были чехословаки Соня и Милослав Балун, которые работали с ЦСКА по контракту. В паре с Олегом Власовым Роднина заняла третье место на всесоюзных юношеских соревнованиях в 1963 году.

### Под руководством С. А. Жука
С 1964 года тренером стал С. А. Жук, поставивший Роднину в пару с А. Улановым. В 1966 году они дебютировали на первом международном турнире — «Московские коньки», и уже в следующем сезоне 1967/68 пара выходит в число лидеров фигурного катания в СССР, в декабре они выиграли турнир «Московские коньки», в январе 1968 года заняли третье место на чемпионате СССР (первая короткая программа — на молдавскую мелодию «Жаворонок»), после этого пара попадает в сборную страны. На первом чемпионате Европы после короткой программы — третья, однако произвольная исполнена неудачно (5 место). С. А. Жук всё более усложняет программу, включив в неё впервые в истории парного катания параллельный прыжок двойной аксель и комбинацию прыжков. На турнире «Московские коньки» пара — вторая, а на чемпионате СССР в январе 1969 года, в острейшей борьбе занимает третье место. На чемпионат Европы 1969 года пара приезжает без тренера (выезд С. А. Жуку запретили), но производит сенсацию, и, несмотря на второе место в обязательной программе, где пара уступила Л. Белоусовой — О. Протопопову, в итоге занимает первое место благодаря более сложным элементам и высокому темпу исполнения произвольной программы, причём первое место отдали 8 судей из 9. Роднина получает звание заслуженный мастер спорта СССР.
На чемпионате мира 1969 года пара Роднина — Уланов побеждают уже за явным преимуществом, выиграв оба вида соревнований, получив все первые места у судей. В произвольной программе на музыку П. И. Чайковского, А. Адана и русские народные мелодии, исполнены два каскада из четырёх прыжков, прыжки аксель в обоих направлениях. В 1970 году на чемпионате СССР в Киеве, Роднина — Уланов исполняют обязательную программу с двумя грубыми ошибками, заняв в этом виде лишь 8-е место. Тем не менее, после чистой произвольной программы они выиграли (Белоусова — Протопопов, шедшие первыми, но оказавшиеся в итоге лишь четвёртыми, впоследствии заявили о судейском сговоре). Роднина — Уланов продолжили выигрывать все соревнования, в которых участвовали, однако к 1972 году всё более острым становится соперничество со второй советской парой Л. Смирнова — А. Сурайкин. На Олимпиаде-72 в короткой программе Уланов вместо обязательного двойного сальхова сделал одинарный, в произвольной Роднина ошиблась на каскаде прыжков, в итоге Смирнову — Сурайкина они опередили лишь двумя голосами судей. За победу на Олимпиаде-72 Указом Президиума Верховного Совета СССР награждена Орденом Трудового Красного знамени. За день до чемпионата мира 1972 года на тренировке Ирина упала с поддержки, попала в госпиталь с сотрясением мозга и внутричерепной гематомой. Короткую программу пара откатала чисто, получив оценки вплоть до 6,0, в произвольной Ирина почувствовала себя плохо, завершала программу в полуобморочном состоянии. После чемпионата мира пара распалась (Уланов, будучи женатым на Смирновой, встаёт в пару с ней). Роднина всерьёз задумывалась о том, чтобы уйти из большого спорта, чемпионат СССР в апреле 1972 смотрела с трибун.

#### С новым партнёром

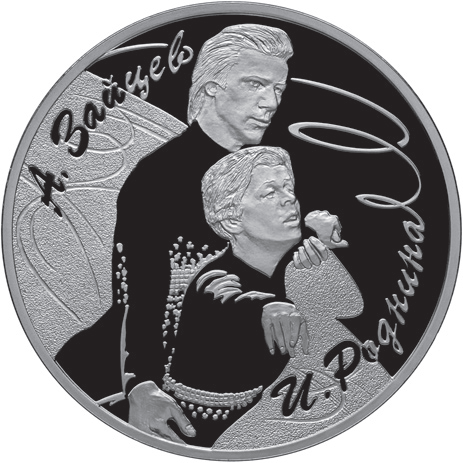
Памятная монета Банка России с портретом А. Зайцева и И. Родниной. 3 рубля, серебро, 2010 год

С апреля 1972 года C. А. Жук предложил Родниной встать в пару с молодым ленинградским фигуристом Александром Зайцевым. В сентябре 1972 года на показательных выступлениях в Запорожье впервые выступает новая пара И. Роднина — А. Зайцев.
Зайцев, обладавший хорошей техникой прыжков, очень быстро освоил все сложные элементы. Пара даже пыталась тренировать тройной сальхов. Взаимопонимание, согласованность в новой паре заметно выше, чем в предыдущей, однако советские судьи оценивали первые выступления пары весьма сдержанно. На Кубке СССР в Глазове в ноябре 1972 пара исполнила только короткую программу и получила лишь оценки 5,5-5,6, за эту же программу на турнире «Московские новости» в декабре все оценки 5,8, а на чемпионате СССР в январе 1973 в произвольной судьи заметили не сделанные несколько шагов в начале дорожки и выставили 5,7-5,8. Популярность парного катания побудило Центральное телевидение СССР вести прямую трансляцию из Ростова-на-Дону. Однако на чемпионате Европы 1973 года в Кёльне, Роднина — Зайцев обыграли Смирнову — Уланова единогласным мнением всех 9 судей и произвели фурор. В короткой программе, где судьи отмечают каждую погрешность, пара получила восемь оценок 5,9 и три 6,0 (причём один судья дал обе оценки 6,0 и за элементы и за представление). Произвольную программу пара откатала на высочайшей скорости, при почти абсолютной синхронности и без ошибок. Были исполнены элементы, которые опередили по сложности обычные элементы того периода: двойной аксель, комбинация из трёх прыжков вполоборота с двойным тулупом, поддержка лассо со спуском переворотом, подкрутка в два с половиной оборота аксель, поддержка лассо с хода назад обоими партнёрами («заднее» лассо), комбинация из двух акселей в полтора оборота со вращением в воздухе в разные стороны, причём второй аксель был приземлён на левую ногу («одноногий аксель»), что позволило без шагов сразу сделать двойной сальхов. Судьи были настолько потрясены выступлением, что один из них поставил обе оценки 5,9, четверо дали 5,9 и 6,0, а ещё четверо судей даже обе оценки 6,0 (за технику и за артистизм). Таким образом пара получила рекордные в парном катании 12 оценок 6,0 из 18 возможных.
На чемпионате мира 1973 года в Братиславе (ЧССР) происходит инцидент, вошедший в историю фигурного катания. Произошло замыкание в радиорубке, отключилось звуковое сопровождение во время произвольной программы Родниной — Зайцева (по одной из версий, замыкание было преднамеренно организовано чешским сотрудником, пытавшимся таким образом отомстить СССР за подавление Пражской весны в 1968 году, как сообщил С. А. Жук — сотрудник в годы войны работал на немцев). Тренер С. А. Жук из-за бортика дал указание продолжать программу и пара откаталась без музыки под аплодисменты зала. Рефери Карл Эндерлин, отметив «волю к победе» у пары, тем не менее, дал указание снизить оценки в связи с катанием без музыки (исполнять программу в конце соревнований пара отказалась), из-за чего ни одной оценки 6,0 выставлено не было. Вот как описывает выступление в Братиславе Ирина Константиновна, при этом указав, что накануне вечером, когда она в уме катала программу, у неё также (как будет завтра на соревнованиях) музыка пропала, а на самих соревнованиях:

"Когда музыка остановилась, я понимала, что делать дальше. <…> Жук <…> нам стал делать знаки: мол, продолжайте. Я ещё увидела рефери — то ли австрийца, то ли швейцарца. Помню, что он говорил по-русски. Он всё время свистел, пытаясь нас остановить, но мы уже <…> шли напролом. Жук — сохранились кадры на телевидении — всё время нам показывал, чтобы мы продолжали кататься. Публика молчала. Тишина полная. Музыка остановилась в середине программы, когда я наверху в поддержке. Там три перескока и на четвёртый шёл подъём. В момент подъёма, когда я уже была где-то на уровне плеча Зайцева, музыка остановилась. Поддержку мы сделали по инерции, выехали из неё и проскочили мимо Жука. Если бы он мне что-нибудь крикнул, то, вероятно, сбил бы с движения, но он ничего не крикнул <…>
И мы помчались дальше, бежали вдоль судей, почему я и увидела, что рефери нам стучал по бортику. Дальше комбинация прыжков, всё по-прежнему в абсолютной тишине. И только когда мы закончили эту комбинацию, публика стала нам аплодировать. Но секунд девять-двенадцать громадный зал — и тишина! Мы только слышим хруст своих коньков о лёд. Начали медленную часть <…> А публика уже раскочегарилась, начала аплодировать и кричать <…>
Мы докатали программу до конца, и я подъехала к рефери. Он мне говорит по-русски: «Вам засчитывать прокат или вы ещё раз выйдете в конце? Или с середины, с того момента, где музыка остановилась?» Я: «Нет, я второй раз показывать произвольную не буду». <…> Зал ревёт, идёт прямая трансляция на весь мир. Музыка же остановилась не по нашей вине.

Затем инцидент с музыкой произошёл и во время показательных выступлений, когда музыка зазвучала не с начального момента.
На чемпионате Европы в Загребе обе программы исполнены чисто, в короткой судьи выставили три 6,0, а в произвольной — 11 оценок 6,0. На чемпионате мира 5 марта 1974 года в темповой короткой программе на музыку Яна Френкеля «Погоня», Ирина допустила ошибку. В произвольной программе вновь последовало не совсем уверенное выступление, после чего Роднина заявила: «Это было просто плохо». Зал разочарованно встретил оценки, однако повышенный по сложности набор элементов вновь позволил получить в произвольной программе почти все оценки 5,9, советский судья Валентин Писеев поставил 6,0.
В 1974 году окончила Центральный институт физической культуры.

### Под руководством Т. А. Тарасовой
К 1974 году отношения пары и тренера Жука осложнились: Роднина, в частности, рассказывала, что стала более самостоятельной и «устала от поведения Жука». И фигуристы с октября 1974 года по своей инициативе переходят к молодому тренеру — Т. А. Тарасовой, которая относилась к ученикам на равных, скорее как партнёр в общем деле. Кроме того, Тарасова постаралась привнести в катание больше художественной выразительности, уже в первом сезоне 1974/75 поставив короткую программу на музыку Алексея Мажукова.
На чемпионате Европы 1975 пара пытается исполнить двойной аксель уже в каскаде (судьи выставили одну 5,8, 14 оценок 5,9, и три 6,0). На чемпионате мира 1975 года на разминке перед произвольной программой Роднина столкнулась с У. Кагельманном. Пара решила отказаться от одной поддержки, тем не менее, судьи вновь единогласно отдали паре 1-е место, с оценками 5,9 и одной 6,0.
В 1975 году Роднина стала членом КПСС. Широко отмечалась свадьба Родниной и Зайцева (1975), сюжет о свадьбе показывало ТВ США.
На всесоюзных соревнованиях — матче сильнейших фигуристов страны в конце декабря 1975 в Риге пара получает все оценки 6,0 за артистизм. Перед Олимпиадой-76 в Инсбруке А. Зайцев «перетренировался», сказалось также волнение, и после чисто исполненной короткой программы в произвольной были допущены несколько ошибок (в том числе Зайцев коснулся рукой при приземлении с двойного акселя), однако отлично была выполнена подкрутка тройной флип. Все судьи дали первые места, 10 оценок 5,9 и 8 — 5,8 (некоторые зрители освистали оценки). Обе программы были поставлены на цыганские и молдавские мелодии. На Чемпионате мира 1977 года чисто исполнены короткая (поставлена на музыку Василия Соловьёва-Седого к кинофильму «Первая перчатка») и произвольная программа. Советский судья Валентин Писеев единственный дал оценку 6,0, после чего рефери С. Бьянкетти инициировала отстранение всех советских судей на сезон 1977/78.
В произвольную программу 1977/1978 Тарасова включила две поддержки со сменой руки, прыжок баттерфляй, исполняемый партнёрами держась за руки, спуск переворотом с поддержки, другие оригинальные элементы. Сезон 1978/1979 годов пара пропустила из-за рождения 23 февраля 1979 года сына Александра. Пропущенный Чемпионат мира 1979 года с преимуществом в 2 голоса выиграли Бабилония — Гарднер (США), после чего в сезоне 1979/80 американцы устроили кампанию давления на Роднину — Зайцева, обвиняя их в запрещённых элементах, вплоть до требований устроить пресс-конференцию с покаянием. Спор вызвала поддержка на уровне бедра, где партнёр удерживает партнёршу за ногу (а не за бедро, талию или руку), однако данная поддержка не входила в число обязательных элементов, поэтому судьи не сочли её запрещённой и не снизили оценки ни на Чемпионате Европы, ни на Олимпиаде 1980.
На Олимпиаде 1980 года в Лейк-Плэсиде, 15 февраля в короткой программе на музыку Н.Римского-Корсакова в современной обработке, абсолютно чисто были исполнены все 7 обязательных элементов, включая прыжок двойной флип, поддержку за бедро, парное и параллельное вращения (синхронно и на высокой скорости), дорожку шагов. Исключительно амплитудно исполнен тодес, с размахом, хорошим натяжением, в низкой позиции. Все судьи дали первые места, выставив оценки 5,8-5,9, кроме американца (5,7/5,7).
17 февраля в произвольной программе на музыку Г.Свиридова и А.Пахмутовой решающее значение имело чистое исполнение прыжка двойной аксель и тройной подкрутки — это были самые сложные обязательные элементы среди всех участников. Были выполнены восемь поддержек, в том числе четыре разных поддержки над головой: жим и три лассо (зубцовое, степ-ин и аксель), тодес и два каскада прыжков. Пара вновь получила все девять первых мест у судей с оценками 5,8-5,9.
В результате 30-летняя Роднина (в паре с Зайцевым) одержала историческую третью победу на Олимпиаде.

## Оценка спортивной карьеры
В итоге Роднина стала самой успешной и результативной фигуристкой в истории парного катания: трёхкратной олимпийской чемпионкой (1972, 1976, 1980), десятикратной (1969—1978) чемпионкой мира, одиннадцатикратной (1969—1978, 1980) чемпионкой Европы и шестикратной (1970—1971, 1973—1975, 1977) чемпионкой СССР, в 1969—1980 годах не проиграв ни одного соревнования, в которых она участвовала с партнёрами.
Объяснение такой длинной серии побед на всех соревнованиях может дать хотя бы один пример: в одной из самых насыщенных программ в истории фигурного катания — произвольной сезона 1974/75 пара Роднина — Зайцев исполнили свыше 30 элементов, целый ряд которых на многие годы опережал развитие парного катания, в том числе 6 сложных поддержек (в одной спуск партнёрши шёл через переворот, при заходе на другую следовало несколько прыжков партнёрши, держась за руки партнёра, третья состояла из трёх оборотов на одной руке), в дополнение к ним сделаны ещё 4 поддержки на уровне бедра, 4 каскада (один из четырёх прыжков, один с уникальным акселем с приземлением на ту же ногу, ещё один состоял из сложного двойного акселя и через тройку двойной сальхов), сложный заход на тодес назад наружу осуществлён со спирали, после которой партнёрша сменила ногу, на парном вращении партнёр два раза поднимал партнёршу в воздух, чтобы она сменила 2 раза ногу, а также две подкрутки — тройной лутц и аксель в два с половиной оборота. Кроме того, множество связующих «элементов между элементами» — оригинальные спирали, шаги и т. п. Программа была исполнена на огромной скорости и исключительно синхронно.

### Спортивные достижения
(с А. Улановым)
| Соревнования                                | 1967—68 | 1968—69 | 1969—70 | 1970—71 | 1971—72 |
| ------------------------------------------- | ------- | ------- | ------- | ------- | ------- |
| Зимние Олимпийские игры                     |         |         |         |         | 1       |
| Чемпионаты мира                             |         | 1       | 1       | 1       | 1       |
| Чемпионаты Европы                           | 5       | 1       | 1       | 1       | 1       |
| Чемпионаты СССР                             | 3       | 3       | 1       | 1       |         |
| Турнир на призы газеты «Московские новости» | 1       | 2       | 1       |         |         |

(с А. Зайцевым)
| Соревнования                                | 1972—73 | 1973—74 | 1974—75 | 1975—76 | 1976—77 | 1977—78 | 1978—79 | 1979—80 |
| ------------------------------------------- | ------- | ------- | ------- | ------- | ------- | ------- | ------- | ------- |
| Зимние Олимпийские игры                     |         |         |         | 1       |         |         |         | 1       |
| Чемпионаты мира                             | 1       | 1       | 1       | 1       | 1       | 1       |         |         |
| Чемпионаты Европы                           | 1       | 1       | 1       | 1       | 1       | 1       |         | 1       |
| Чемпионаты СССР                             | 1       | 1       | 1       |         | 1       |         |         |         |
| Турнир на призы газеты «Московские новости» |         |         |         |         |         | 1       |         |         |

### Награды и звания
- Орден «За заслуги перед Отечеством» II степени (23 августа 2019 года) — за большой вклад в укрепление российской государственности, развитие парламентаризма и активную законотворческую деятельность[28]
- Орден «За заслуги перед Отечеством» III степени (6 сентября 1999 года) — за выдающийся вклад в развитие физической культуры и спорта[29]
- Орден «За заслуги перед Отечеством» IV степени (10 ноября 2009 года) — за заслуги в законотворческой деятельности и многолетнюю плодотворную работу[30][31]
- Орден Дружбы (26 августа 2016 года) — за активную законотворческую деятельность и многолетнюю добросовестную работу[32]
- Орден Ленина (10 мая 1976 года)
- 2 ордена Трудового Красного Знамени (3 марта 1972 года; 9 апреля 1980 года[33])
- Медаль «За трудовую доблесть» (30 мая 1969 года)
- Медаль «Участнику военной операции в Сирии» (2016 год)[34]
- Бронзовый Олимпийский орден[35]
- Почётный гражданин Московской области (2 октября 2019 года)[36]
- Дважды лауреат Национальной премии общественного признания достижений женщин России «Олимпия» за 2002 и 2003 год[37]
- Лауреат премии «Россиянин года» (2005 год) в номинации «Триумфатор»[37]
- Почётный доктор СПбГУП с 2015 года
- Юбилейный нагрудный знак Московской областной думы «25 лет Московской областной думе» (22 ноября 2018 года)[38]
- Орден «Содружество» (21 ноября 2019 года, Межпарламентская ассамблея СНГ) — за активное участие в деятельности Межпарламентской Ассамблеи и её органов, вклад в укрепление дружбы между народами государств — участников Содружества Независимых Государств[39]
- Почётный знак «За заслуги в развитии физической культуры, спорта и туризма» (27 ноября 2014 года, Межпарламентская ассамблея СНГ) — за значительный вклад в развитие физической культуры, спорта и туризма в государствах — участниках Содружества Независимых Государств, реализацию идей сотрудничества в сфере физической культуры, спорта и туризма[40]
- Медаль «МПА СНГ. 25 лет» (27 марта 2017 года, Межпарламентская ассамблея СНГ) — за заслуги в деле развития и укрепления парламентаризма, за вклад в развитие и совершенствование правовых основ функционирования Содружества Независимых Государств, укрепление международных связей и межпарламентского сотрудничества[41]
- Медаль «В ознаменование 10-летия возвращения Севастополя в Россию» (10 июня 2024 года) — за личный вклад в возвращение города Севастополя в Россию
- Премия «Звёзды Содружества» (2024 год)[42].
- Благодарность Правительства Российской Федерации (10 июля 2014 года) — за заслуги в законотворческой деятельности, направленной на решение стратегических задач социально-экономического развития страны[43].

### Тренерская работа. Общественная деятельность
После окончания любительской карьеры Роднина работала в ЦК ВЛКСМ, затем — старшим тренером (в частности, пары В. Першина — М. Акбаров) в обществе «Динамо», преподавала в Институте физкультуры.
Ирина Роднина — автор книги «Негладкий лёд» (1978).
В 1990—2002 годах жила в США, работала тренером международного центра фигурного катания (в Лейк-Эрроухеде, близ Лос-Анджелеса). В 1995 году её ученики Радка Коваржикова — Рене Новотны стали чемпионами мира (за это Родниной присвоили почётное гражданство Чехии), помогала готовить Мишель Кван и Ангелу Никодинов.

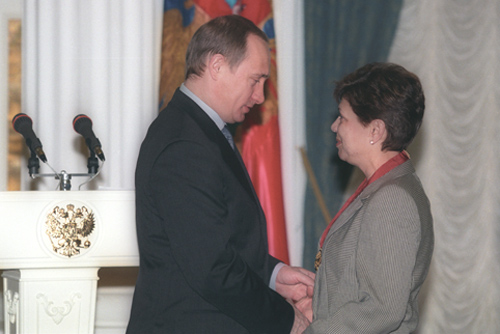
В. Путин вручает И. Родниной орден «За заслуги перед Отечеством», 2000 год

С 2005 года Ирина Роднина ведёт авторскую передачу на Радио России — «Стадион».
В 2006 году являлась членом Общественной палаты Российской Федерации.
Негативно оценивает новую систему судейства.
28 июня 2005 года её подпись появилась под письмом в поддержку приговора бывшим руководителям «ЮКОСа».
11 сентября 2009 года Роднина опровергла подписание письма в поддержку обвинительного приговора Михаилу Ходорковскому.
Является членом президиума Общероссийской общественной организации «Лига здоровья нации».
Является председателем центрального совета Общероссийской общественной организации «Всероссийское добровольное общество „Спортивная Россия“».
С мая 2015 года — президент Федерации фигурного катания Московской области. На выборах президента организации победила единогласным решением делегатов.

### Политическая и государственная деятельность

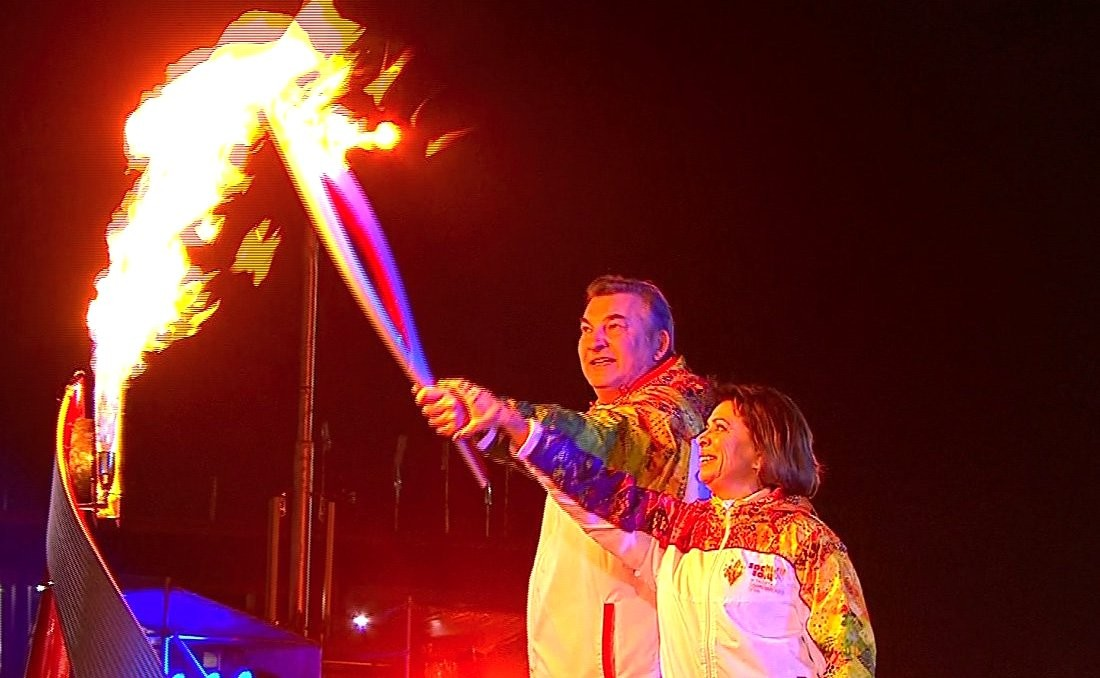
Ирина Роднина и Владислав Третьяк зажигают олимпийский огонь

И. К. Роднина дважды, на выборах 2003 года и довыборах в 2004 году, выдвигала свою кандидатуру в Государственную думу РФ, однако потерпела поражение.
В декабре 2007 года Роднина была избрана депутатом Государственной думы V созыва по списку «Единой России» от Омской области. В Думе заняла пост заместителя председателя комитета по образованию. В декабре 2011 года Роднина была вновь переизбрана, став депутатом Государственной думы VI созыва по списку «Единой России» от Омской области. В Госдуме VI созыва является членом комитета по делам Содружества Независимых Государств и связям с соотечественниками, входит в состав фракции партии «Единая Россия».
Является членом Совета при Президенте Российской Федерации по физической культуре и спорту.
В «Единой России» Роднина руководит внутрипартийными проектами «Дворовый тренер», «Школьный спорт» и «Россия: мы должны жить долго».
7 февраля 2014 года вместе с Владиславом Третьяком зажгла Олимпийский огонь на церемонии открытия Олимпиады в Сочи.
В сентябре 2016 года избрана депутатом Госдумы VII созыва.
19 июля 2018 года проголосовала за повышение пенсионного возраста.

### Законотворческая деятельность
С 2007 по 2019 год, в течение исполнения полномочий депутата Государственной Думы V, VI и VII созывов, выступила соавтором 46 законодательных инициатив и поправок к проектам федеральных законов.

### Скандалы
В январе 2013 года широкий резонанс вызвал комментарий Родниной по поводу оппозиционной акции против так называемого «закона имени Димы Яковлева» («закона подлецов»), участники которой пронесли по городу портреты поддержавших закон депутатов, которые затем были выброшены в мусорный контейнер. Роднина высказала разочарование тем, что её фотографию «несла не яркая личность „опы“, а как говорят в Москве: тётка из очереди».
В сентябре 2013 года стало известно о том, что Роднина разместила в своём аккаунте в Твиттере фотоколлаж, на котором темнокожие Барак Обама и его супруга изображены на фоне банана, расценённый частью общества как расистский. В ответ на критику Роднина сослалась на свободу слова и отметила, что её «рейтинг пошёл вверх», но через некоторое время удалила коллаж. Спустя полгода, 10 февраля 2014 года, Роднина сообщила, что её аккаунт в Твиттере был взломан. Она принесла извинения за то, что она не прояснила раньше, что не поддерживает расизм в какой-либо форме.
В марте 2018 года Ирина Роднина вместе с коллегами в комиссии Госдумы по этике заслушала объяснения журналисток Фариды Рустамовой и Дарьи Жук, которые обвинили депутата Леонида Слуцкого в домогательствах. Члены комиссии не нашли «нарушения поведенческих норм» в поступках Леонида Слуцкого. Это решение повлекло за собой бойкот Госдумы рядом изданий.

## Международные санкции
Из-за поддержки российской агрессии и нарушения территориальной целостности Украины во время российско-украинской войны находится под персональными международными санкциями разных стран.
23 февраля 2022 года внесена в санкционные списки стран Евросоюза за действия и политику, которые подрывают территориальную целостность, суверенитет и независимость Украины и ещё больше дестабилизируют Украину.
24 февраля 2022 года включена в санкционный список Канады «близких соратников режима» за голосование о признании независимости «так называемых республик в Донецке и Луганске».
24 марта 2022 года, на фоне вторжения России на Украину, попала в санкционный список США за «соучастие в войне Путина» и «поддержку усилий Кремля по вторжению в Украину», Госдеп США заявил что депутаты Госдумы используют свои полномочия для преследования инакомыслящих и политических оппонентов, нарушают свободу информации, ограничивают права человека и основные свободы граждан России.
По аналогичным причинам, с 15 марта 2022 года находится под санкциями Великобритании. С 25 февраля 2022 года находится под санкциями Швейцарии. С 26 февраля 2022 года находится под санкциями Австралии.
Указом президента Украины Владимира Зеленского от 7 сентября 2022 находится под санкциями Украины. С 12 октября 2022 года находится под санкциями Новой Зеландии.

## Семья
Отец — Константин Николаевич Роднин, военный, офицер, родом из деревни Яминово, расположенной под Вологдой, а ныне поглощённой городом. 
Мать — Юлия Яковлевна Роднина, еврейка с Украины, до Великой Отечественной войны училась в медицинском институте в Харькове, проучилась три курса; медицинская сестра, военфельдшер, принимала участие в советско-финской войне 1939—1940 годов. 
Старшая сестра — Валентина Константиновна, инженер-математик.
Первый муж (1975—1985) — Александр Геннадьевич Зайцев (род. 1952), партнёр по спорту.
- Сын — Александр Александрович Зайцев (род. 23 февраля 1979), художник-керамист.[источник не указан 62 дня]

Второй муж (1985—1992) — Леонид Миньковский, бизнесмен, кинопродюсер. Живёт в США. 
- Дочь — Алёна Леонидовна Миньковская (род. 1986), американская журналистка[79]. Живёт в США.